# Martin D. Hardin

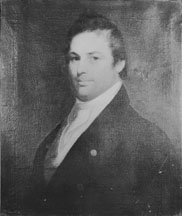
Martin D. Hardin

Martin D. Hardin (* 21. Juni 1780 in Pennsylvania; † 8. Oktober 1823 in Frankfort, Kentucky) war ein US-amerikanischer Politiker der Föderalistischen Partei, der den Bundesstaat Kentucky im US-Senat vertrat.
Martin Hardin wurde im Westen Pennsylvanias nahe dem Monongahela River geboren; sein Vater John war Offizier in der Kontinentalarmee. Im Jahr 1786 zogen seine Eltern mit ihm nach Kentucky, wo er eine akademische Ausbildung begann und das Transylvania Seminary in Lexington besuchte. Danach studierte er die Rechtswissenschaften, wurde in die Anwaltskammer aufgenommen und begann in Richmond sowie in Frankfort als Jurist zu praktizieren. Von 1806 bis 1806 sowie noch einmal im Jahr 1812 gehörte Hardin als Abgeordneter dem Repräsentantenhaus von Kentucky an. Während des Britisch-Amerikanischen Krieges von 1812 diente er im Rang eines Major in der Armee. Danach kehrte er in die Politik zurück und amtierte von 1812 bis 1816 als Secretary of State von Kentucky.
Nach dem Rücktritt von US-Senator William T. Barry wurde Hardin zu dessen Nachfolger im Kongress ernannt; unmittelbar darauf bestätigte ihn das Parlament von Kentucky in diesem Mandat. Er verblieb lediglich vom 13. November 1816 bis zum 3. März 1817 in Washington, ehe er nach Kentucky zurückkehrte, wo er von 1818 bis 1820 erneut im Staatsparlament saß. Dabei übte er ab 1819 das Amt des Speakers aus.
Hardin starb 1823 in Frankfort und wurde auf seiner Farm im Franklin County beigesetzt. Sein Cousin Benjamin Hardin war Abgeordneter im Repräsentantenhaus der Vereinigten Staaten für Kentucky, sein Sohn John vertrat dort den Staat Illinois.